# 사바욘 리눅스
사바욘 리눅스(Sabayon Linux)는 젠투 리눅스 기반 리눅스 배포판 가운데 하나로 파비오 엘처리아니(Fabio Erculiani)와 개발팀이 만들었다. 사바욘 리눅스는 설치하고 바로 사용할 수 있도록 기본적으로 다양한 프로그램을 제공하고 자동으로 시스템을 설정하는 운영체제이다. 사바욘이라는 이름은 이탈리아 음식인 지바이요네에서 따왔으며 로고는 젠투 펭귄의 발바닥 모양이다.

## 구성
사바욘 리눅스는 젠투 리눅스의 포티지로 꾸러미를 관리하며 젠투 리눅스와의 호환성이 좋기 때문에 쓰는 이들은 원한다면 젠투 리눅스용 도움말에 따라 사바욘 리눅스를 쓸 수도 있다.
사바욘 리눅스와 젠투 리눅스 둘 다 기본 시스템은 소스로부터의 건축 대신 이미 다 지어져 있는 2진 꾸러미를 내려받아 설치할 수 있다. 그러나 사바욘 리눅스는 자체 제작된 엔트로피(Entropy)라는 꾸러미 관리 시스템을 함께 쓸 수 있는데 GUI용인 rigo와 CLI용인 equo로 이루어져 있는 이것은 우분투나 페도라의 꾸러미 관리기처럼 사바욘 리눅스 저장소로부터 보다 많은 2진 꾸러미들을 내려받아 설치할 수 있게 해준다. 운영 체제 설치의 경우 과거에는 젠투 리눅스의 설치기를 사용했으나 최근에는 아나콘다를 통해 사바욘 리눅스를 설치하게 해 준다.

## 덧붙임
- 사바욘 리눅스를 설치하기 위해서는 최소 13GB(스왑 공간 제외)를 비워 두어야 되며 '전부 설치'를 할 경우 약 35GB를 비워두어야 된다.